# Temnothorax xiaoxue
Temnothorax xiaoxue (лат.) — вид мелких муравьёв рода Temnothorax из подсемейства мирмицины (Formicidae). Встречается в Китае.

## Этимология
Видовое название T. xiaoxue происходит от слова «Xiǎoxuě» (小雪, «сяосюэ», «небольшой снег»), обозначающего один из 24 сроков (знаков зодиака) традиционного Китайского солнечного календаря (знак Стрелец, с 22 ноября).

## Распространение и экология
Китай: Юньнань. Этот вид обитает в хвойно-широколиственном смешанном лесу на высоте 1950 м и фуражирует на земле.

## Описание
Мелкие муравьи (около 3 мм), основная окраска тела коричневато-чёрная. Новый вид сходен с T. striatus Zhou et al., 2010, но отличается от него петиолярным узелком грубо трапециевидной формы с явным задним углом при боковом виде, вершинами скапуса усика, явно превышающими задний край головы, и красновато-коричневым цветом тела; у T. striatus петиолярный узелок грубо треугольный без явного заднего угла при боковом виде, вершины скапусов усиков только достигают заднего края головы, а цвет тела желтовато-коричневый. Новый вид также сходен с T. xia, но отличается тем, что у нового вида передний стебелёк короче петиолярного узла при виде сбоку, пронотальные стороны сетчатые, усики с субпрямыми волосками; у T. xia передний стебелёк примерно такой же длины, как петиолярный узел при виде сбоку, пронотальные бока грубо продольно морщинистые, усики только с волосками опушения. Этот новый вид также похож на T. qiufen, но отличается тем, что у нового вида проподеальные шипы длиннее половины длины наклонной поверхности при боковом виде, петиолярный узел симметричный и почти трапециевидный, дорсум головы полностью продольно морщинистый; у T. qiufen проподеальные шипы длиннее половины длины наклонной поверхности при боковом виде, петиолярный узел асимметричный и почти треугольный, дорсум головы продольно морщинистый, но гладкий на центральной узкой полосе. Брюшко гладкое и блестящее. Усики 12-члениковые. Вид был впервые описан в 2024 году китайскими мирмекологами Yu-Han Qian и Zheng-Hui Xu (Southwest Forestry University, Куньмин, Юньнань) по типовым материалам из Китая.

### Комментарии
1. ↑  В западном календаре это соответствует первой половине зодиакального знака Стрелец (с 22 ноября), а в переводе означает «небольшой снег». Второй половине соответствует Dàxuě и назван вид Temnothorax daxue.